# 天成街道
天成街道是中华人民共和国浙江省温州市乐清市下辖的一个街道办事处。

## 行政区划
天成街道下辖以下村级行政区划单位：
古桥社区、万桥一村、万桥二村、万桥三村、埠头村、凤凰翼村、巨光村、巨星村、马良村、巉头村、万泽前村、万泽后村、西潭村和万泽捕捞队村。